# 入換 (鉄道)

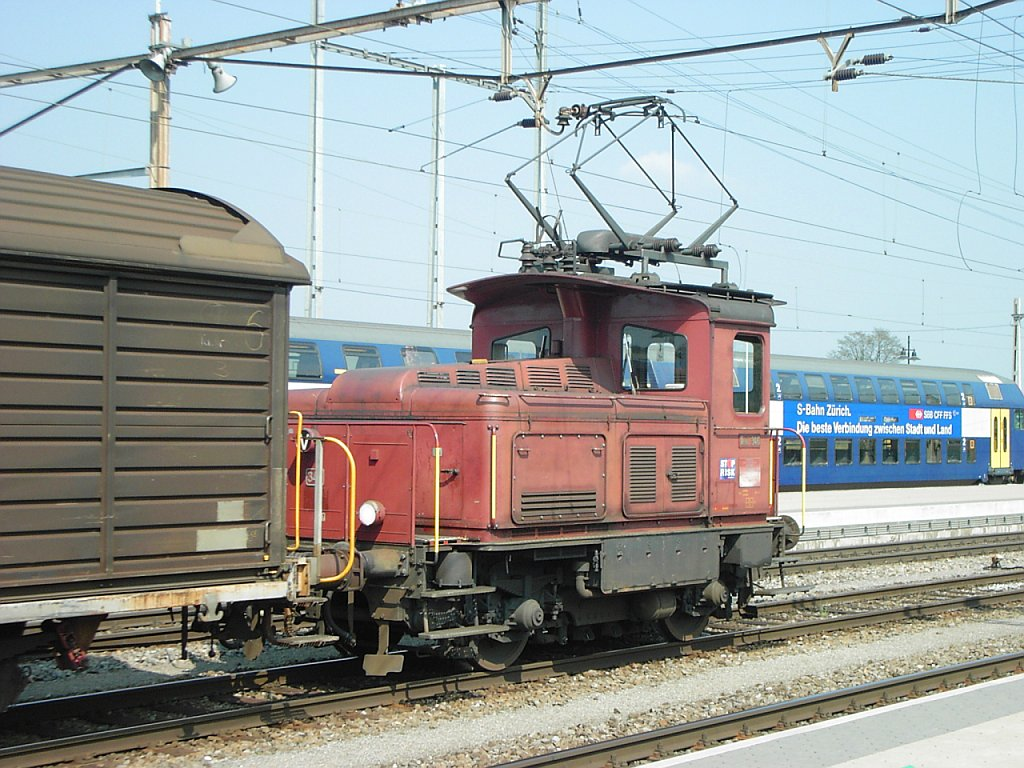
入換作業にあたる機関車

入換（いれかえ）は、鉄道において停車場（鉄道駅）や車両基地の構内で鉄道車両を移動させる作業である。操車（そうしゃ）という言い方もする。
入替という漢字を使うこともあり、また入れ換え、入換えのように送りがなを付けて表記することもある。鉄道総合技術研究所（鉄道総研）の用語集では「入換」としており、また鉄道に関する技術上の基準を定める省令では「入換え」としている。以下では、入換で統一して説明する。

## 入換の定義
鉄道は、旅客や貨物を駅間で輸送することを役割としている。この輸送のために車両が直接用いられているときには、この車両のことを特に列車と呼び、輸送の準備や後始末のために移動しているときは単に車両と呼んで区別している。駅間の本線を走るのは列車に限定されており、駅構内の移動に限定される車両に比べて、保安上高い基準が要求されている。この列車の本線における運転以外の鉄道車両の移動、つまり駅構内における車両の移動が入換である。車両基地や留置線から出した車両をプラットホームに据え付けたり、編成を構成するために車両を連結・解放したり、終着駅に到着した車両を車両基地や留置線に送り出したり、といった目的で入換が行われる。
入換は車両が自力で移動する場合もあれば、他の力を借りて移動する場合もある。
入換は基本的には構内間での車両の移動であるため、通常列車番号は付かない。ただし、本線を平面で横断する、あるいは構内であっても本線に相当する線路を通過するなどで本線を支障する場合には、車両の移動ではなく列車とみなされ、列車番号が付与される場合がある。
基本的に入換は車両の構内移動であるが、例外的に列車の分割・併合などのために旅客や貨物を載せている列車を構内で移動させることがあり、列車の入換となっている。

## 入換の分類
入換を、その実施場所で分類すると駅、操車場、車両基地や工場、専用側線といった4種類に分類できる。

### 駅での入換

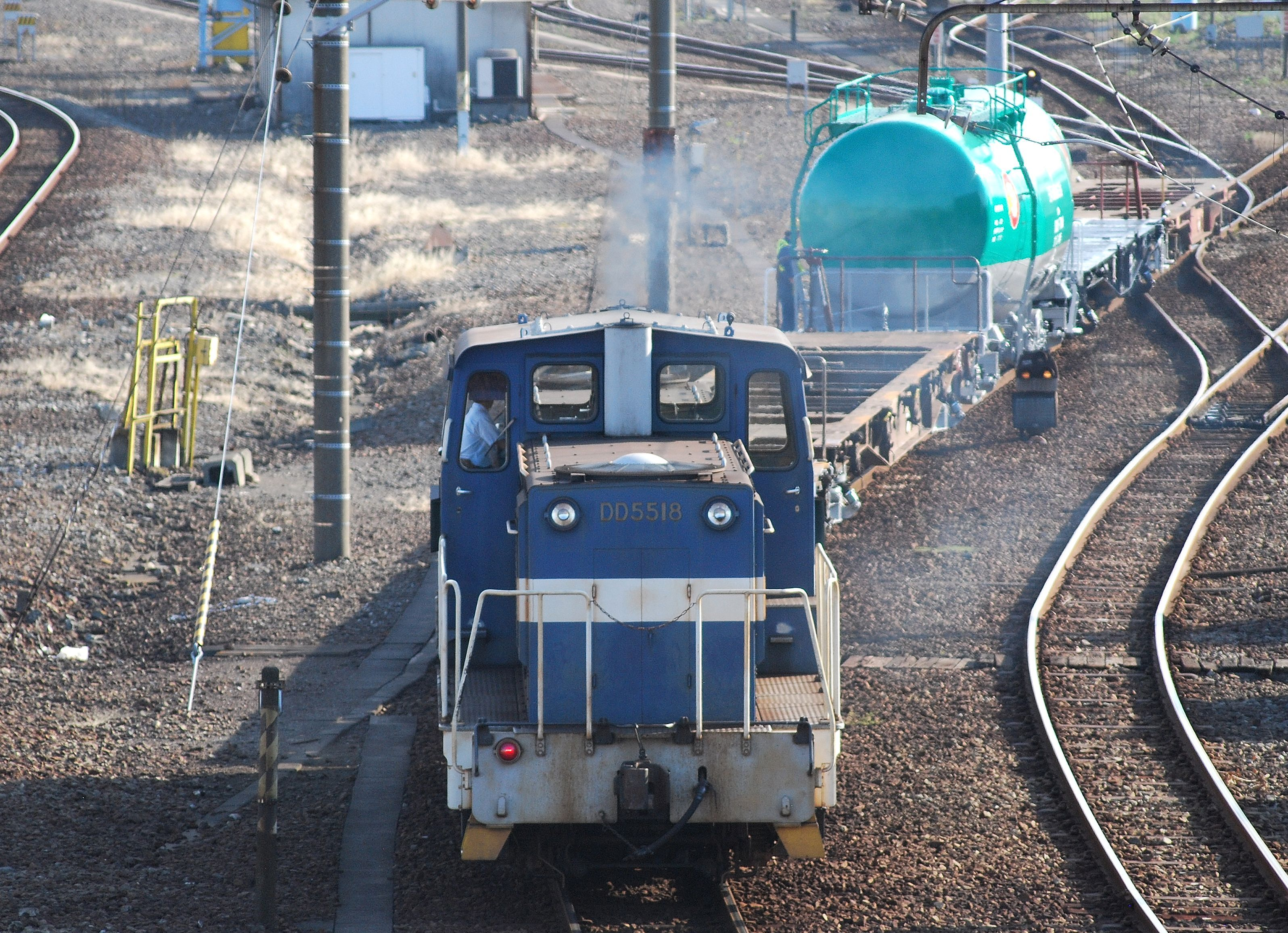
駅における貨車の入換作業、入換動力車標識という機関車に向かって左側に赤色灯を一灯点灯して掲出している。

駅での入換は、始発列車のために車両基地や留置線から出された車両の据え付け、運行を終えた車両の車両基地や留置線への片付け、機関車の付け替え・機回し、編成の増結や解放、到着番線と出発番線が異なる場合の転線作業といった目的で実施される。特殊なものとしては、鉄道連絡船の接続のある駅で、車両航送のために連絡船に車両を積み込み、積み降ろすための入換がある。
駅での入換は本線での列車運行と密接にかかわることが多く、通常は本線における列車ダイヤに合わせて構内作業計画を策定して定時に実施される。駅構内における入換が遅れると本線の列車にも遅延をもたらすことがあるため、時刻厳守が求められる。入換を実施することがある駅を入換駅と区別することがある。また本線を支障して行うような入換のことを本線入換と呼ぶ。
また、一部の待避線の無い駅では、ダイヤ乱れの発生時に本線を待避線として活用し、入換を行う場合もある（京浜急行電鉄横浜駅など）。

### 操車場での入換
操車場は貨物列車などの編成組み換え作業を行う場所で、ここで実施される作業のほぼすべてが入換である。到着した貨物列車を構成している各貨車を行き先方面別に切り離して仕分けし、各貨車の目的地の駅順に並べ替えを行って、再び次の操車場あるいは目的地の駅へ送り出す貨物列車を編成する。操車場は入換作業を集約するために専用に設計された施設であり、その目的を達するために独特な設備を備えて、入換自体も他で実施されるものとは異なる形態のものが多い。

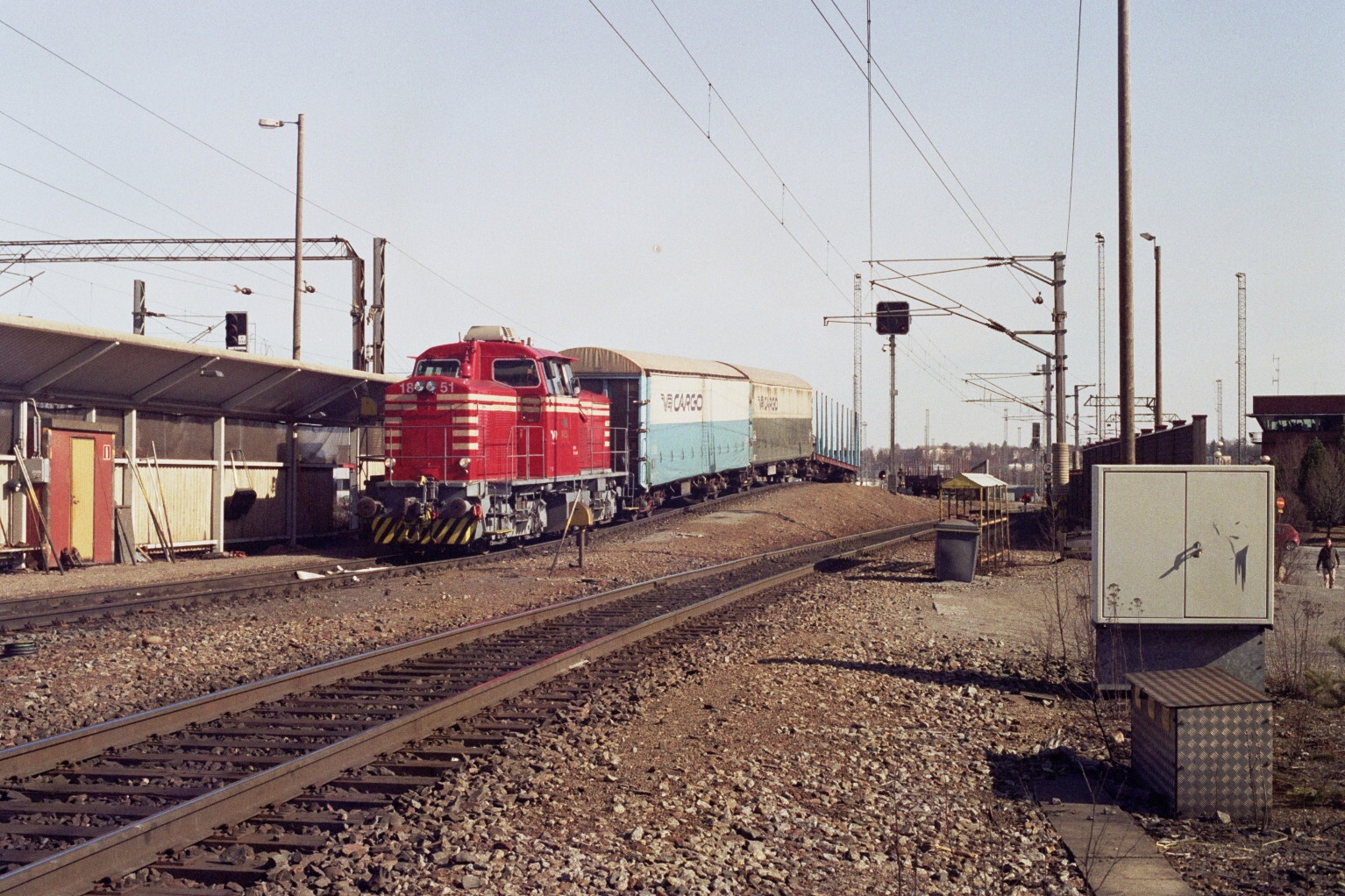
機関車がハンプに貨車を押し上げている様子

### 車両基地や工場での入換

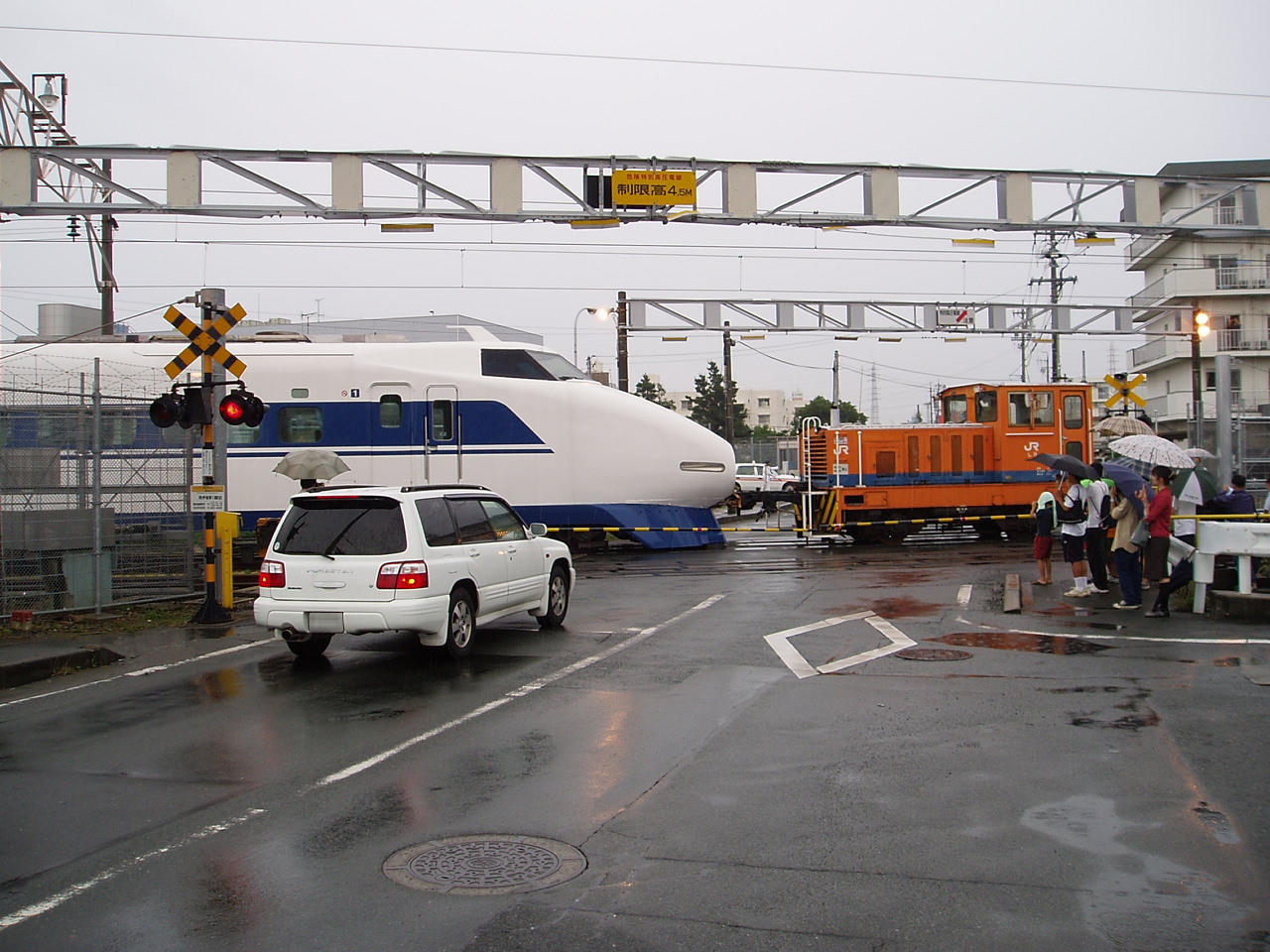
工場内での電車の入換の例

車両基地や鉄道工場では、構内での作業などの必要性から車両を移動させることがあり、これも入換の一種である。列車を本線に送り出したり受け入れたりする時刻は決まっていることが多いが、構内で車両を移動させる時刻はその時の都合に応じて変更されることがあり、特に一定しない。また、工場では検査の途中の車両など、鉄道車両としての体をなしていない部品（台車など）を牽引して移動させることがある。

### 専用側線での入換

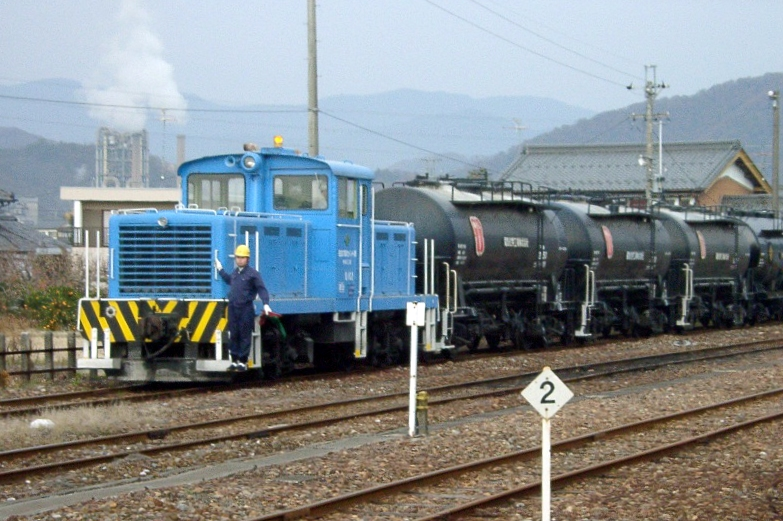
専用線での入換の例

駅から工場などに引き込まれている専用線（専用側線）への貨車の送り込み、引き出しの作業は、列車としてではなく車両の入換の扱いで実施されることがある。こうした入換は列車としての運行に近い性格を持つこともある。また、小規模な貨物線の末端部分においては、駅間であっても危険が少ないことなどを理由に入換と同じ基準での運転が行われることがあり、速度制限が設定されたり操車係が誘導を行ったりすることがある。

## 入換の方法
客車や貨車などの自力移動できない車両を入換する方法としては、後述するような入換機関車あるいは入換動車により牽引・推進して行う場合もあれば、人力で押して移動させる場合もある。かつては馬力を用いた例もあった。また貨車操車場において、線路の間に小型のリニアモーターカーの走行装置を取り付けて貨車を牽引する装置、油圧式のスクリューブースターを用いて貨車を加速させる方式、ウィンチとロープで台車を走らせて貨車を加速する方式など、さまざまなものが工夫された。操車場においては特に、重力式操車場において操車場全体に勾配をつけておいて、その勾配により車両を移動させるところや、ハンプ式操車場においてハンプと呼ばれる小高い丘の上から貨車を勾配で走らせて移動させるところなどがある。

### 突放入換
突放入換（とっぽういれかえ）は、機関車で貨車を推進していき、適当な場所で走行中に貨車を切り離して機関車だけブレーキをかけて止まることで、貨車をその先の線路に押し込む入換方法である。複数の側線に貨車を仕分ける作業を行う際に、毎回機関車が側線の中まで貨車を押し込んで戻る作業を繰り返すと時間がかかるため、このような方法が採られることがある。ただし車両の構造や積み荷への影響などから突放禁止とする車両もある。

### 定型的な入換
進路上に入換信号機が設置されていて、現示に従って運転士だけで作業をする。入換信号機がない場合や、列車の分割・併合などの作業を行う場合には、操車担当の要員が入換作業の誘導を行う。事前に信号担当と進路の状況や作業状況について確認をしたうえで、運転士に対して行う作業の内容を入換通告として指示し、その後は操車担当の指示に基づいて運転士が運転を行う。構内における車両運転には、本線における列車運転に法律上求められている動力車操縦者の資格が不要であるため、鉄道事業者が独自に簡易養成した構内運転担当者が入換を実施することがある。

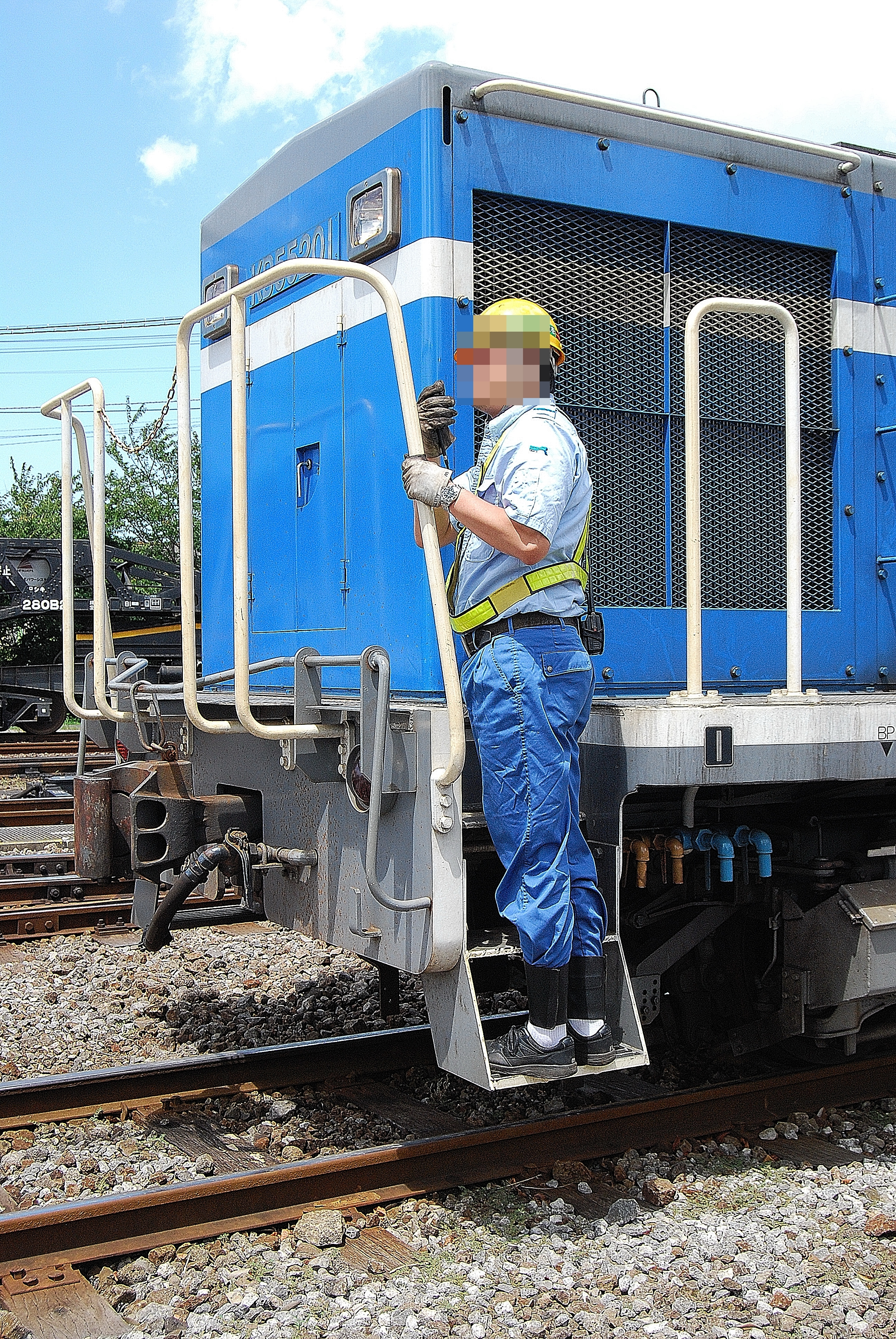
入換えと誘導の為、ディーゼル機関車の先頭に立ち、携帯無線機で運転士に指示を行う操車係の要員。

## 入換合図・信号機・標識
入換に際しては事前に操車係が運転士と打ち合わせを行い、それに基づいて作業を実施する。作業の際、操車係から運転士に対して直接口頭で指示をしようとしても伝わらないため、旗（日本では赤色旗と緑色旗）を用いて合図を行うことがある。これを入換合図と呼ぶ。夜間や地下では灯火を用いて合図を行う。また設備が設置されている場所で入換を行う場合には入換合図器のような専用の機械に灯火を点灯して指示を送ることもある。より新しい時代になると、トークバック（インターホンに話しかけた内容がスピーカーで構内全域に放送される設備）や無線機を使って指示を伝達するようになった。合図を受けた運転士も、汽笛を鳴らすか無線で了解を伝達して合図が伝わったことを示す。この他、操車係から信号係に番線を指示するために番線合図といったものが用いられる。合図の方法も用いられる設備の使い方も、国や事業者によって大きく異なっている。
入換作業に際して操車係や運転士に、前方の分岐器の開通状況を知らせるために、入換信号機または入換標識が設置されていることがある。おおむね多くの事業者において形状が共通しており、水平に2灯が点灯しているときが非開通、斜めに2灯が点灯しているときが開通を示す事が多い。また下部についている入換信号機識別標識が点灯しているときだけ入換信号機として扱われ、入換信号機識別標識が消灯しているときは入換標識として扱われる。入換信号機が開通している場合は、その先の線路にほかの車両が在線していないことを保証するが、入換標識の場合はほかの車両の有無にかかわらず分岐器の開通を示しているのみである。入換信号機の場合は、運転士が単独で入換を行ってもよいが、入換標識の場合には操車係や運転主任などの誘導が必要となる。また駅構内での場内信号機に誘導信号機が設置されている場合があり、その場内信号機が防護する閉塞区間に列車が停止している場合、その閉塞区間に他の列車が連結する為に進入することは、通常なら1閉塞1列車の原則がある為できないが、誘導信号機が進行の現示をすることにより可能になる。。

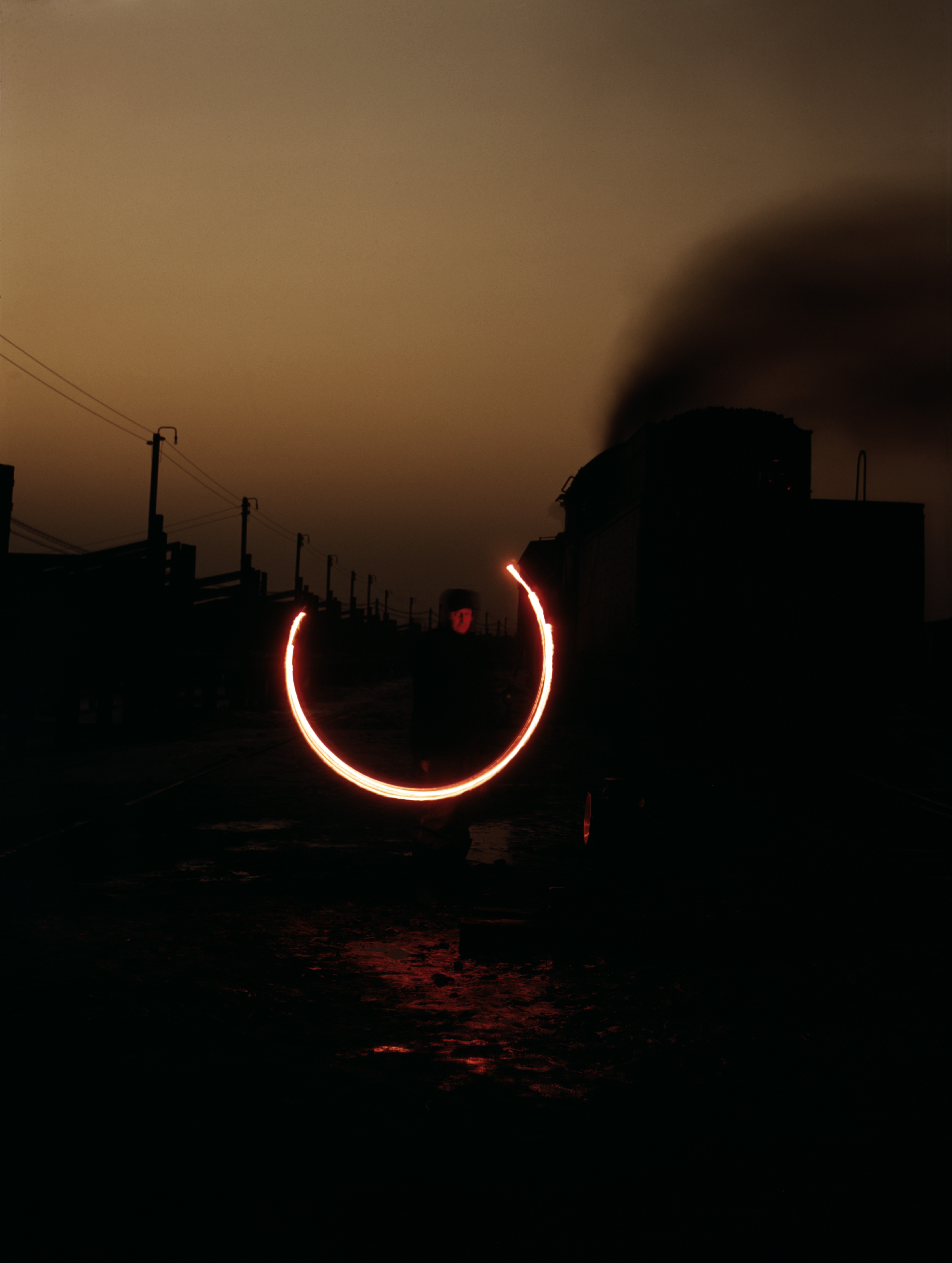
暗くなってから灯火により入換の合図をしている様子、事業者により合図の意味は異なり、この写真のインディアナ・ハーバー・ベルト鉄道では停止を意味する合図である
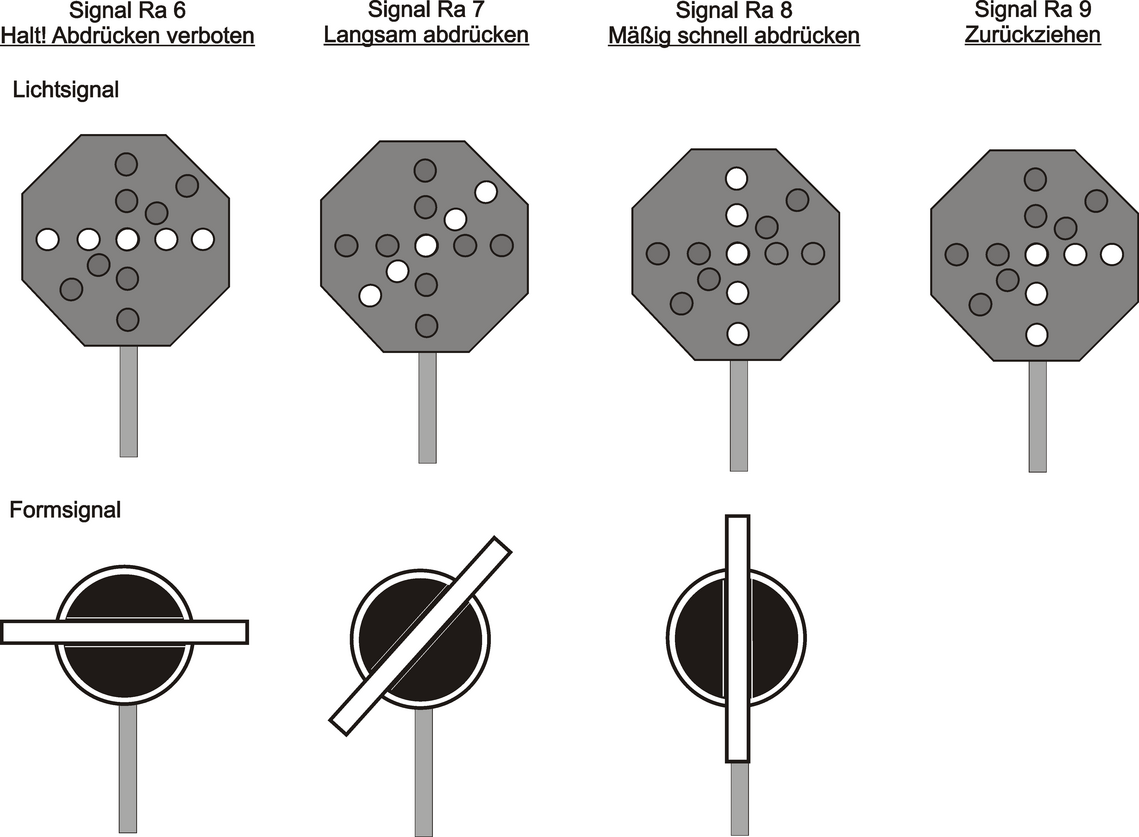
ドイツの操車場用信号機、左から停止、徐行して前進、さらに速く前進、後退
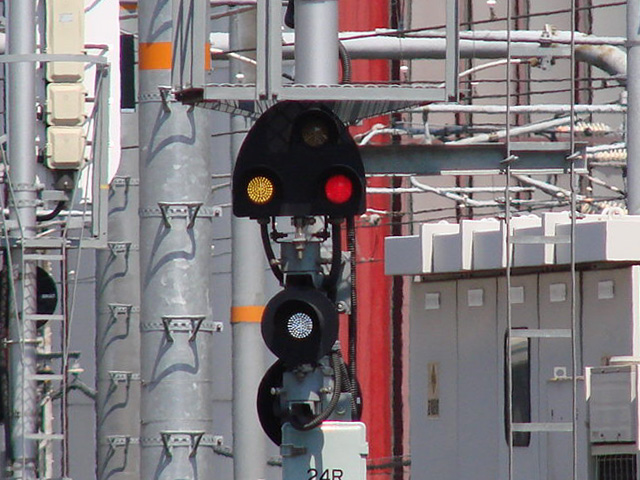
日本の入換信号
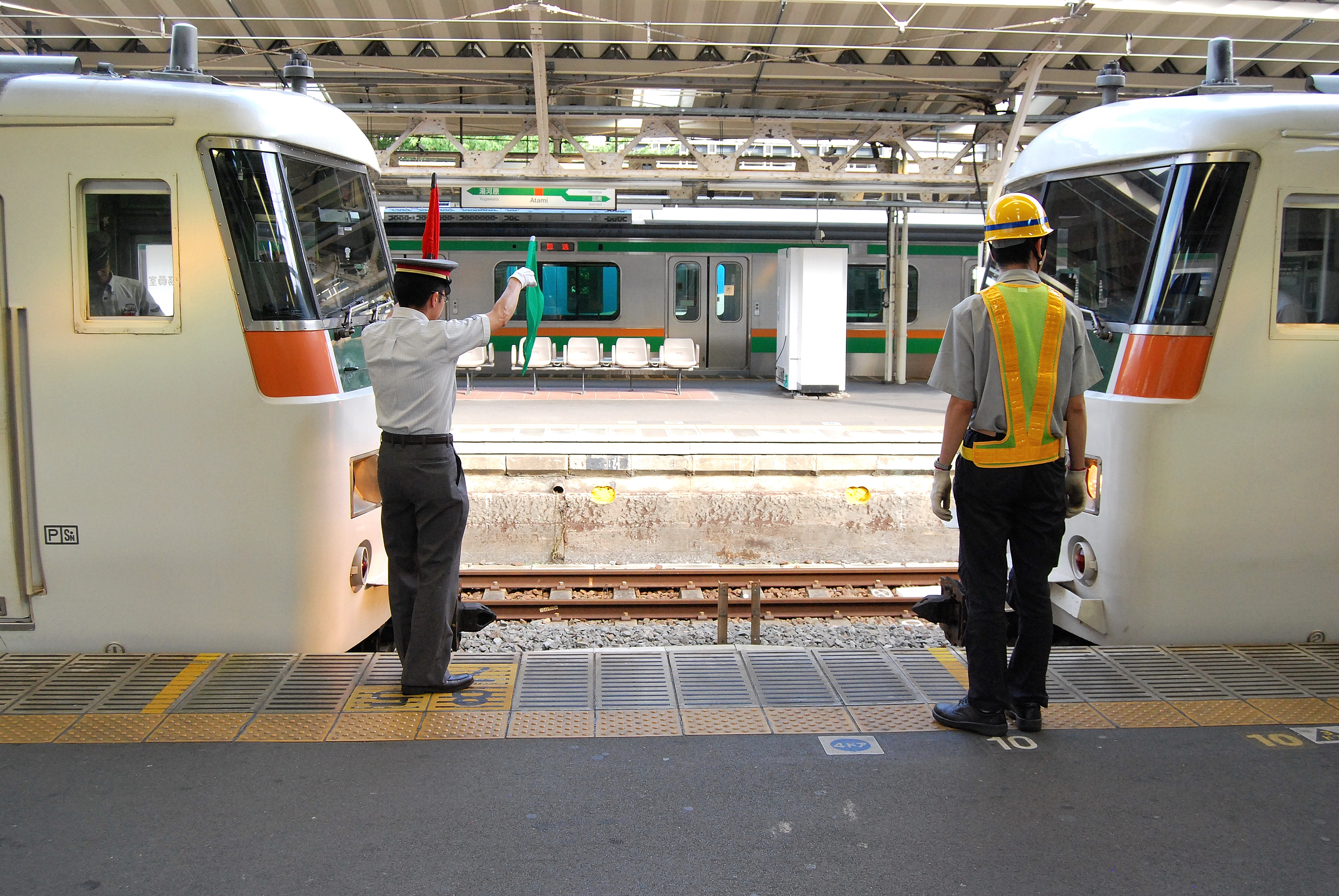
駅で先着列車に後着列車が連結（併合）する写真、左側の駅員が操車係として赤色と緑色の手旗を持って指示し、後着列車運転士に対して停止位置指示、小移動、連結通告、小移動の指示をしてその後連結される。（写真は熱海駅）

## 入換機関車

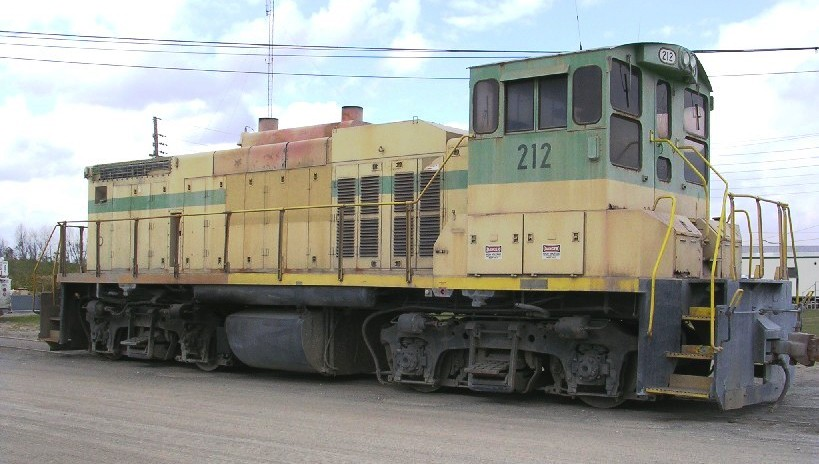
入換機関車の例、EMD製MP15DC型

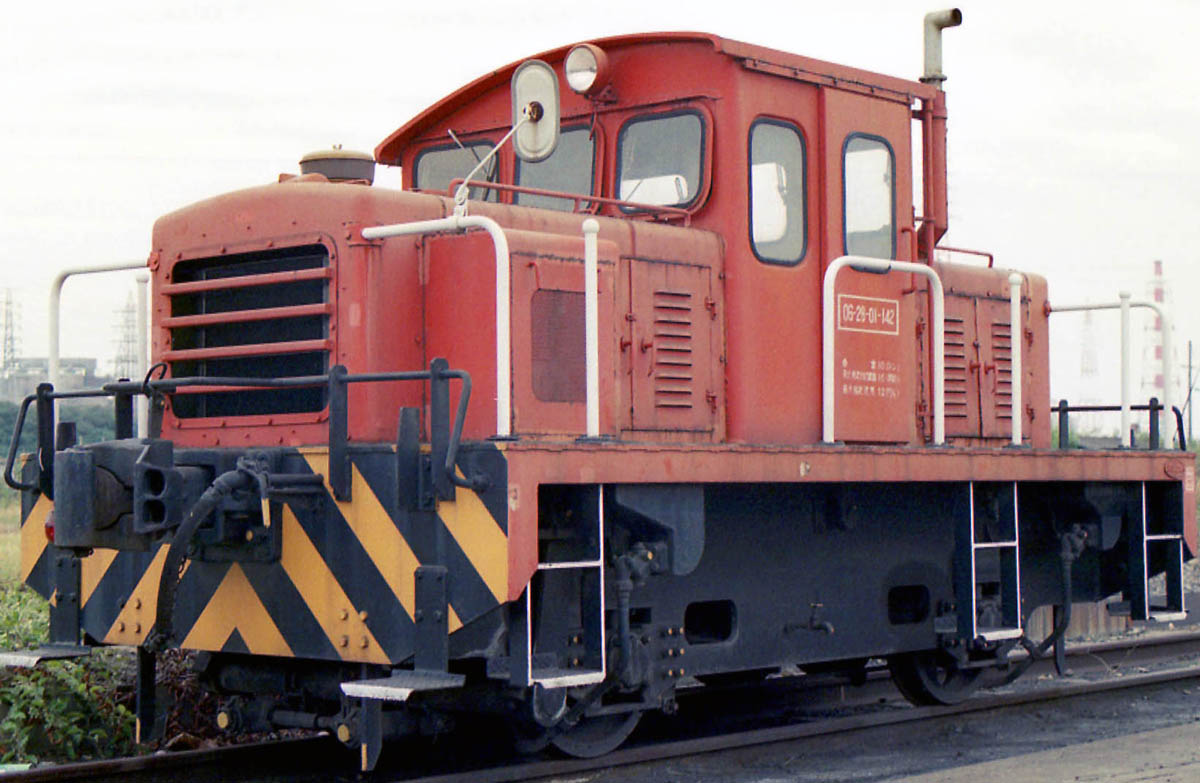
貨車移動機の例

入換作業に使用する機関車のことを特に入換機関車あるいは入換用機関車と呼ぶ。入換機関車は、重い車両を牽引・推進する必要があることから大きな引張力を要求され、動輪の空転を防ぐために動輪上の重量を大きくして粘着性能を良くする必要がある。このために本線用の機関車に死重を搭載して軸重を大きくすることがあり、一方で本線での旅客営業を前提としない場合は客車の暖房のための蒸気発生装置などは不要として撤去されることがあるものの、蒸気発生装置本体が死重の代用品になるため、使用停止した上で搭載したままにすることもある。駅や車両基地構内の曲線半径の小さな分岐器を頻繁に移動することから、軸距の小さな小回りの利く機関車が適している。入換に際して高速で走ることはないので、軸距が小さくても走行安定性に問題が出ることはない。
入換での使用は本線での使用より条件が緩いものとみなされて、本線での使用に適さなくなった老朽化した機関車が入換に回されることが多い。一方で、新しく開発された試作機が試験的に入換仕業に投入されることもある。また特に操車場での入換などでは、頻繁に加速・減速を繰り返すために本線より過酷な条件となる場合があり、なかでもブレーキの制輪子の消耗は激しいものとなる。入換用機関車の中には、無線による遠隔操作の設備が取り付けられ、車上に運転士が乗っていなくても外部から動かすことができる車両もある。
鉄道工場や車両基地の構内など、本線と関わりのない場所で専用に使用するために、本線用の機関車を手続き上廃車として、本線での運転には求められる高価な保安設備を取り外し、本線用車両では法的制約のある保守間隔を延ばして、費用を節約した構内専用の入換作業機関車にする場合がある。また当初から本線での使用を考えない、入換専用の入換動車（貨車移動機）を導入する場合もある。機関車ではなく電車などのその他の種類の車両を利用することもある。
貨車移動機程度の小型の入換機関車でも使用が困難な小規模な貨物側線や検修建屋内での車両の移動は、人力や据置ウィンチ牽引で行われ、多くの労力と危険を伴っていたが、1950年代頃からこのような用途に適した自重1t - 7t程度の小型の車両牽引車も開発され、普及している。大きさや構造・外観が一般の機関車と異なるものが多く、文献で紹介される際も「入換機械」「牽引車」「車両移動機」等の表現が用いられ、機関車とは区別して扱われる場合が多い。おもなメーカーは、日本では日本輸送機・アント工業・新トモエ電機工業等があり、日本国外でもUNILOK（アイルランド）等が知られている
。英語圏においては、この種の機材は「Railcar mover」と称される。
日本においては、入換作業をしているときの動力車は入換動力車標識を掲出することになっている。動力車に向かって左側に赤色灯を一灯点灯している。